# Thor Pedersen (veslač)
Thor Inge Oluf Pedersen , norveški veslač, * 31. avgust 1924, † 15. avgust 2008.
Pedersen je za Norveško nastopil na Poletnih olimpijskih igrah 1948 in z osmercem osvojil bronasto medaljo .